# مات دودغ
مات دودغ (بالإنجليزية: Matt Dodge)‏ هو لاعب كرة قدم أمريكية أمريكي، ولد في 30 مايو 1987 في مورهيد سيتي في الولايات المتحدة.

## وصلات خارجية
- مات دودغ على موقع مرجع كرة القدم المحترفة.كوم (الإنجليزية)